# Coseano
Coseano (Coseàn en friulano) es una población de 2.320 habitantes en la provincia de Udine, en la región autónoma de Friuli-Venecia Julia.

## Geografía

### Demografía
| Gráfica de evolución demográfica de Coseano entre 1861 y 2001 |
|                                                               |
| Fuente ISTAT - elaboración gráfica de Wikipedia               |